# Aphrodisium rufofemoratum
Aphrodisium rufofemoratum là một loài bọ cánh cứng trong họ Cerambycidae.